# Kevin Kyle
Kevin Kyle (ur. 7 czerwca 1981 w Stranraer) – szkocki piłkarz grający na pozycji napastnika. Od marca 2012 roku zawodnik bez klubu po rozwiązaniu za porozumieniem stron kontraktu z Rangers. W reprezentacji Szkocji zadebiutował w 2002 roku. W latach 2002–2009 rozegrał w niej 10 meczów, w których zdobył jedną bramkę.